# Рахматов, Мирзо Рахматович
Мирзо́ Рахма́тович Рахма́тов (1 мая 1914, кишлак Джафр, Бухарский эмират — 20 августа 1998, Душанбе, Таджикистан) — советский, таджикский партийный и государственный деятель, дипломат. Чрезвычайный и полномочный посол. Председатель Президиума Верховного Совета Таджикской ССР (1956—1963).

## Биография
Родился в семье дехканина.
Трудовую деятельность начал в 1925 году в качестве крестьянина. В 1932 году вступил в колхоз «Зарбдор».
Член ВКП(б) с 1940 года. В 1948 году поступил и в 1951 году окончил Высшую партийную школу при ЦК ВКП(б).
- В 1933—1934 годах — учился в совпартшколе,
- В 1934—1940 годах — на комсомольской работе в Гарме, с 1937 по 1940 год — секретарь Сталинабадского городского комитета ЛКСМ Таджикистана,
- В 1941—1945 годах — заведующий отделом Гармского городского комитета КП(б) Таджикистана,
- В 1946—1948 годах — первый заместитель заведующего отделом кадровой работы ЦК КП(б) Таджикистана,
- В 1951—1956 годах — заместитель председателя Совета Министров Таджикской ССР,
- С января по май 1956 года — секретарь ЦК КП Таджикистана,
- С 24 мая 1956 по 26 марта 1963 года — председатель Президиума Верховного Совета Таджикской ССР,
- В 1963—1965 годах — министр культуры Таджикской ССР,
- В 1965—1966 годах работал в Центральной ревизионной комиссии КПСС,
- С 7 сентября 1966 по 26 мая 1972 года — чрезвычайный и полномочный посол СССР в Йеменской Арабской Республике,
- С 12 июля 1972 по 12 февраля 1975 года — чрезвычайный и полномочный посол СССР в Мавритании.

Член Центральной Ревизионной Комиссии КПСС (1961—1966).
С 1975 года пенсионер союзного значения, возглавлял Общество охраны памятников культуры Таджикской ССР.
Автор книг воспоминаний «Африка идёт к свободе» (1961), «По страницам памяти» (1988) о становлении Советской власти в Таджикистане, «На дипломатическом посту» (1991) из серии «История дипломатии СССР», куда включены воспоминания и записки о его работе в Йеменской Арабской Республике.

## Награды и звания
- Орден Ленина;
- Орден Трудового Красного Знамени (четырежды);
- Орден Дружбы народов;
- Орден «Знак Почёта»;
- Малая Золотая Медаль ВДНХ СССР;
- Большая Золотая Медаль ВДНХ СССР;
- Орден «Мариб» I степени Йеменской Арабской Республики.